# 天主教巴亞莫-曼薩尼約教區
天主教巴亞莫-曼薩尼約至聖救主教區（拉丁語：Dioecesis Sanctissimi Salvatoris Bayamensis-Manzanillensis）是古巴一個羅馬天主教教區，屬古巴的聖地牙哥總教區。
教區1995年12月9日成立，位於格拉瑪省。2004年有教友222,000人，佔轄區總人口26.7%。教區下轄九個堂區，有十五名司鐸。現任教區主教為阿巴羅·胡利奧·貝拉·盧阿卡。